# Leopold August Abel

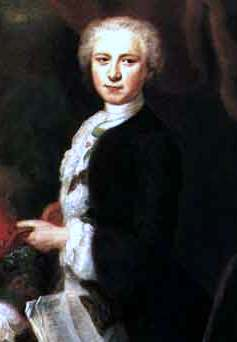
Leopold August Abel

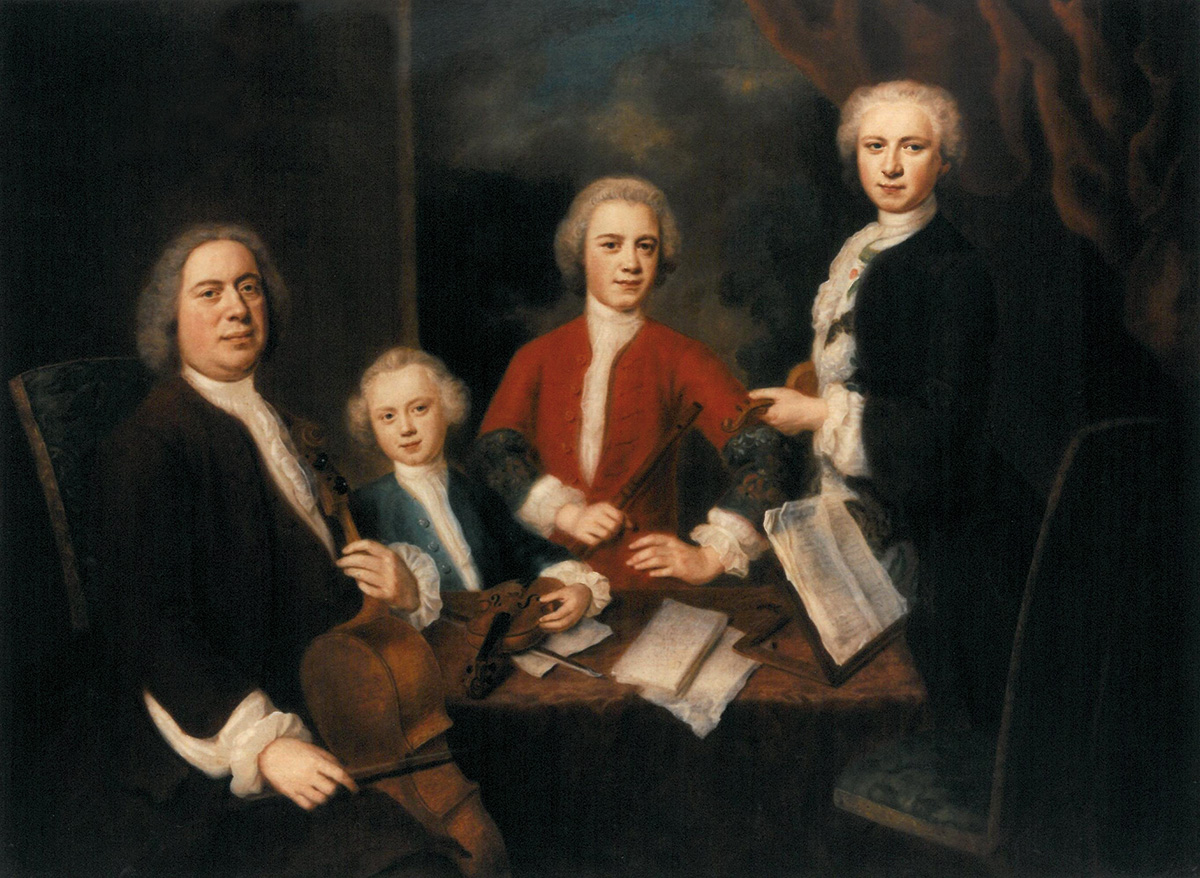
Vermutliches Porträt von Christian Ferdinand Abel und drei seiner Söhne; rechts: Leopold August Abel (ca. 1737)

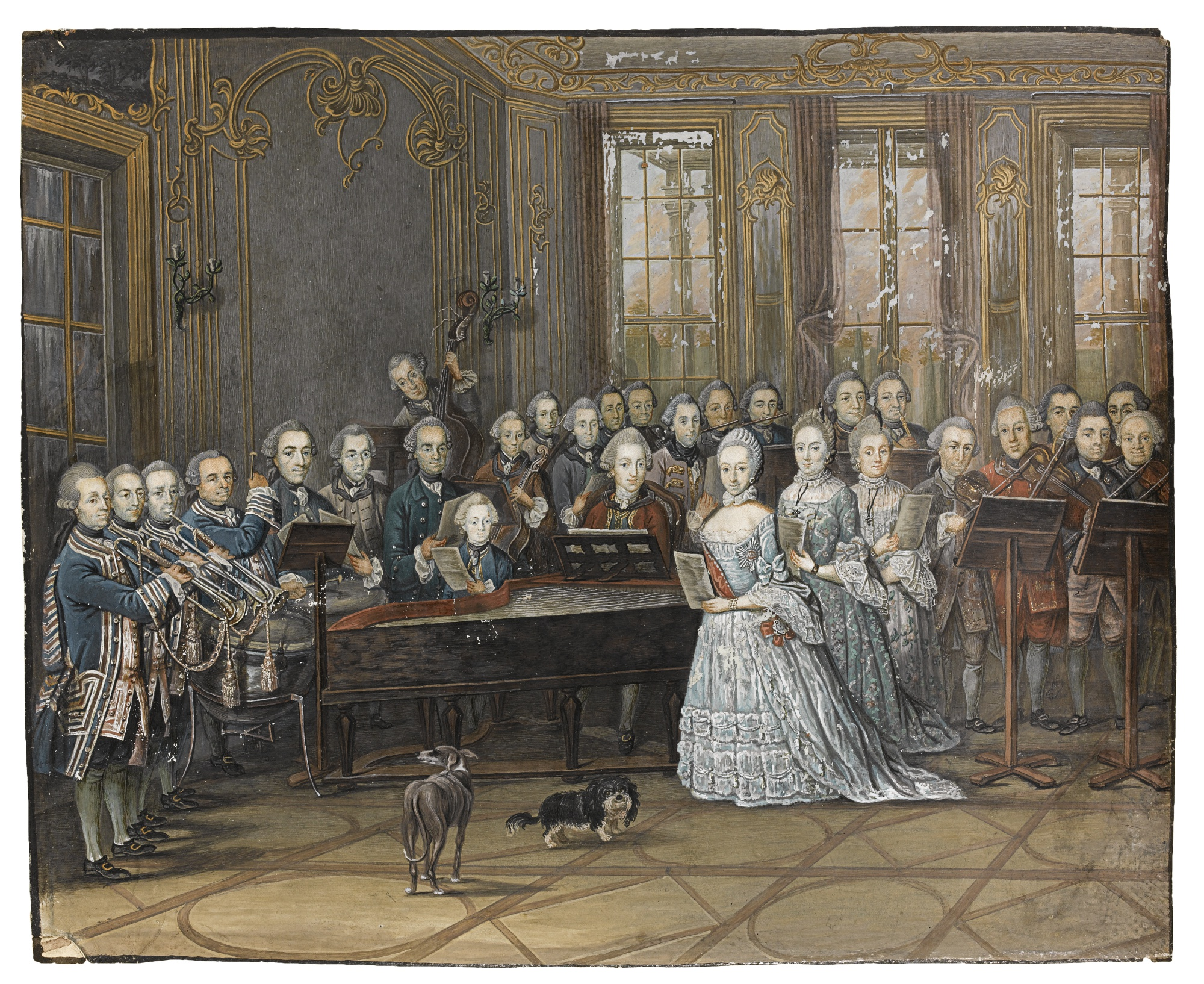
Ludwigsluster Hofkapelle (1770)

Leopold August Abel, Pseudonym: Leba, eine Umkehrung des Namens Abel (* 24. März 1718 in Köthen; † 25. August 1794 in Ludwigslust) war ein deutscher Geiger, Komponist und Maler.

## Leben
Abel stammte aus einer Künstlerfamilie und war der älteste Sohn des Gambenvirtuosen Christian Ferdinand Abel, der in Köthen als „Premier-Musicus“ in Johann Sebastian Bachs Hofkapelle wirkte. Die Maler Ernst August Abel und Ernst Heinrich Abel sowie der Gambist Carl Friedrich Abel waren seine Brüder.
Er war Schüler seines Vaters und 1735 von Georg Benda in Dresden. 1745 wurde er Mitglied im Ensemble Nicolinis im Braunschweiger Hoforchester. Von 1757 bis 1765 war er Konzertmeister im Orchester des Fürsten von Schwarzburg-Sondershausen und 1766 in Berlin in der Kapelle des Markgrafen von Brandenburg-Schwedt. Von 1769 bis zu seinem Tod war er Erster Geiger der Mecklenburg-Schwerinschen Hofkapelle in Ludwigslust.
Abel war Lehrer seiner Söhne Wilhelm Anton Christian Carl Abel (Abelgaard), August Christian Andreas Abel und Friedrich Ludwig Aemilius Abel.
An von ihm gemalten Bildern sind ein Selbstbildnis, ein Porträt von Antonio Rosetti sowie eine Gouache-Darstellung der Ludwigsluster Hofkapelle (1770) erhalten.

## Werke
- 1766: Sinfonia à 8 voci, Viol. I. II., Oboe I. II., Flauto Travers I. II., Corno I. II., Viola, Violoncello, Basso continuo e Cembalo
- Sinfonia in D-Dur zu acht Stimmen (Violino Primo, Violino Secondo, Oboe Primo, Oboe Secondo, Flaut Travers Primo, Flaut Travers Secondo, Corno Primo, Corno Secondo, Viola und Basso Continuo), komponiert 1776 RISM ID: 240000973 I  Allegro di molto II Andante con sordini III Menuetto Con Trio IV Presto. Das Werk befindet sich im Bestand der Musikaliensammlung Landesbibliothek Mecklenburg-Vorpommern Günther Uecker.